# Liptovská Porúbka
Liptovská Porúbka és un poble i municipi d'Eslovàquia que es troba a la regió de Žilina, al centre-nord del país.

## Història
La primera menció escrita de la vila es remunta al 1379.

## Demografia
| Godina             | 1994 | 2004    | 2014   | 2024   |
| ------------------ | ---- | ------- | ------ | ------ |
| Nombre de persones | 997  | 1169    | 1172   | 1233   |
| Diferència         |      | +17,25% | +0,25% | +5,20% |

| Godina             | 2023 | 2024   |
| ------------------ | ---- | ------ |
| Nombre de persones | 1232 | 1233   |
| Diferència         |      | +0,08% |